# HMS Alacrity (F174)
Pour les autres navires du même nom, voir HMS Alacrity.
Le HMS Alacrity (F174) est une frégate britannique de type 21 en service dans la Royal Navy pendant la guerre des Malouines.
Pendant la guerre des Malouines de 1982, elle a coulé un navire de ravitaillement, a survécu à des attaques de missiles Exocet et a sauvé des hommes de l'Atlantic Conveyor. Elle a été transférée au Pakistan le 1er mars 1994 et rebaptisée PNS Badr (D-184) .

## Royal Navy

### 1977–1981
En 1977, Alacrity a participé à la revue de la flotte de la Royal Navy à Spithead pour célébrer le jubilé d'argent de Sa Majesté la Reine Élisabeth II. En 1980, "Alacrity" a participé à un déploiement en Extrême-Orient. Lors d'une visite à Shanghai, elle fut le premier navire de guerre britannique à entrer dans le fleuve Yangtsé depuis l'évasion du HMS Amethyst en 1949.

### Malouines
Alacrity a participé à la guerre des Malouines, quittant le HMNB Devonport le 5 avril 1982 et commandé par le commandant Christopher Craig.
Alacrity a été légèrement endommagé par une bombe argentine le 1er mai 1982.
Dans la nuit du 10 au 11 mai 1982, Alacrity fut chargé d'établir si les Argentins avaient miné l'entrée nord du détroit des Malouines. En s'approchant des îles Swan, elle a engagé et coulé le navire de ravitaillement argentin de 3.000 tonnes ARA Isla de los Estados avec ses canons de 114 mm. Le transport argentin a explosé après qu'un coup ait enflammé sa cargaison de kérosène et de munitions. Quinze membres d'équipage et sept militaires (des trois forces armées et de la garde côtière) ont été tués, il n'y a eu que deux survivants.
Alors qu'Alacrity quittait le chenal juste avant l'aube, son navire jumeau HMS Arrow (F173) l'attendait pour la raccompagner à la Task Force, lorsque le sous-marin argentin San Luis, commandé par Fernando Azcueta, a tiré deux torpilles SST-4 à une distance de 5.000 mètres. L'une n'a pas quitté son tube, l'autre l'a raté et a explosé après avoir touché le fond marin.
Le 25 mai, Alacrity a subi des dommages à sa proue, alors qu'il sauvait des survivants du SS Atlantic Conveyor, qui avait été touché par deux missiles Exocet.

### 1982–1994
Comme pour les autres frégates Type 21, Alacrity souffrait de fissures dans sa coque au milieu des années 1980. Elle a été prise en charge pour le réaménagement et une plaque d'acier a été soudée de chaque côté du navire.
En 1989, alors qu'elle était déployée en tant que navire de garde des Antilles, Alacrity a été chargé de l'aide humanitaire sur l'île de Montserrat dans les Antilles britanniques après que l'île ait été dévastée à la suite de l'ouragan Hugo.

## Marine pakistanaise
lacrity a été mis hors service et transféré au Pakistan le 1er mars 1994, rebaptisé Badr dans la marine pakistanaise et a été équipé d'un Phalanx CIWS à la place des Exosets. Le radar de recherche aérienne Signaal DA08 a remplacé les lanceurs de paillettes Type 992 et le Mark 36 SRBOC et de nouveaux canons de 20 mm et 30 mm supplémentaires ont été installés.
Entre le 11 et le 21 mai 2008, Badr a participé à l'exercice Inspired Union, un exercice multinational dans la mer d'Arabie. Parmi les autres navires de guerre pakistanais figuraient la frégate Shah Jahan et le ravitailleur Nasr, ainsi que l'équipe de neutralisation des explosifs et munitions de l'armée de l'air pakistanaise et les destroyers américains Curts et Ross.
Badr a été désarmé en avril 2013 par la marine pakistanaise.